# Elecciones legislativas de Colombia de 2006

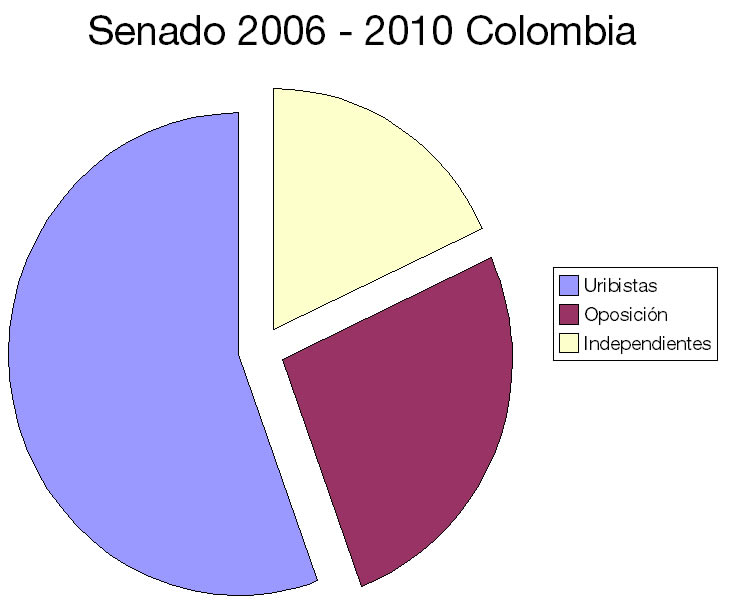
Conformación del Senado por bancadas.

Las Elecciones legislativas de Colombia de 2006 se celebraron el domingo 12 de marzo de 2006 y sirvieron para la elección de Senadores y representantes a la Cámara del Congreso de la República de Colombia.
En estos comicios se aplicó la llamada reforma política, consagrada en el Acto Legislativo n.º 001 de 2003 y que cambia radicalmente las reglas de juego y la forma de repartir las curules o escaños del Senado y la Cámara de Representantes. Esta reforma había sido ya aplicada en las elecciones regionales de 2003.
Para estas elecciones se aprobó una nueva ley electoral con la barrera del 2% y los partidos que puede presentar las listas que ya han decidido el orden de preferencia para ser elegidos o permitir a los votantes para indicar su preferencia para limitar este la fragmentación política y la "transformación", es decir, el cambio de la educación política durante el período.
Se eligieron 100 senadores por circunscripción nacional, 2 senadores por circunscripción especial y 166 representantes por circunscripción regional (32 departamentos, Distrito Capital y las circunscripciones especiales de comunidades indígenas, afrocolombianas y de colombianos residentes en el exterior).
En estos comicios se eligió un Congreso mayoritariamente uribista. De las 100 curules del Senado, 61 pertenecían a los partidos favorables al presidente Álvaro Uribe Vélez, quien fue reelegido en mayo de ese mismo año. La oposición, representada por los partidos Liberal y Polo Democrático, lograron 29 curules, mientras que el resto quedó en manos de movimientos "independientes", aunque al menos dos de ellos podrían inclinarse hacia la bancada uribista. Sorprendió el ascenso del Partido Conservador como segunda fuerza política (si bien perdió curules respecto de las elecciones de 2002) y la decepción del Partido Liberal, que esperaba obtener mayor representación en el Legislativo, aunque ganó la Cámara de Representantes.

## Candidatos
El 7 de febrero de 2006 se cerraron oficialmente las inscripciones de candidatos. Los partidos podían modificar las listas hasta el 25 de febrero. La campaña en sitios públicos finalizó el 5 de marzo, una semana antes de los comicios.

### Candidatos para el Senado
Para Senado, fueron inscritos 878 candidatos repartidos en 20 listas.
| Partido o movimiento político                  | Candidatos | Tipo de lista   | Cabeza de lista           |
| ---------------------------------------------- | ---------- | --------------- | ------------------------- |
| Alas Equipo Colombia                           | 55         | voto preferente | Álvaro Araújo Castro      |
| Alianza Social Indígena*                       | 2          | voto preferente | María Eulalia Yagarí      |
| Autoridades Indígenas de Colombia*             | 2          | voto preferente | Lorenzo Almendra Velasco  |
| Cambio Radical                                 | 100        | voto preferente | Germán Vargas Lleras      |
| Colombia Democrática                           | 24         | voto preferente | Mario Uribe Escobar       |
| Colombia Viva                                  | 23         | voto preferente | Enrique Gómez Montealegre |
| Convergencia Ciudadana                         | 46         | voto preferente | Gabriel Acosta Bendek     |
| Dejen Jugar al Moreno                          | 10         | voto preferente | Carlos Moreno de Caro     |
| Movimiento MIRA                                | 87         | cerrada         | Alexandra Moreno          |
| Movimiento C4                                  | 32         | cerrada         | Jimmy Chamorro            |
| Movimiento Comunal y Comunitario               | 52         | voto preferente | Salvador Rincón Santos    |
| Movimiento Conservatismo Independiente         | 4          | cerrada         | Hugo Artunduaga Salas     |
| Movimiento de Participación Comunitaria        | 11         | voto preferente | Gabriel Ovalle            |
| Movimiento Nacional Progresista                | 9          | cerrada         | Guillermo Rodríguez       |
| Movimiento Reconstrucción Democrática Nacional | 3          | voto preferente | Luis Enrique Escobar      |
| Movimiento Únete Colombia                      | 15         | voto preferente | César Raúl Avilés         |
| Partido Conservador Colombiano                 | 51         | voto preferente | Iván Díaz Mateus          |
| Partido Social de Unidad Nacional              | 100        | voto preferente | Gina Parody               |
| Partido Liberal Colombiano                     | 100        | voto preferente | Cecilia López Montaño     |
| Polo Democrático Alternativo                   | 66         | voto preferente | Gustavo Petro             |
| Por el País que Soñamos                        | 20         | cerrada         | Enrique Peñalosa          |
| Visionarios con Antanas Mockus                 | 11         | cerrada         | Salomón Kalmanovitz       |

- Movimientos que participan en la Circunscripción Especial de las Comunidades Indígenas (2 senadores).

## Ambiente preelectoral
Aunque la campaña para las elecciones legislativas suele comenzar en agosto o septiembre del año anterior a los comicios, la decisión de exequibilidad de la reforma que permitió la reelección presidencial aplazó las intenciones de algunos candidatos, pues en caso de que dicha reforma fuera declarada inconstitucional, senadores como Germán Vargas Lleras muy probablemente se hubieran lanzado como candidatos presidenciales. El 19 de octubre de 2005, la Corte Constitucional declaró exequible la reelección presidencial (WN), hecho que aclaró el panorama político y dio inicio a la contienda por las curules del Congreso.
La reforma política obligó a muchos movimientos minoritarios a aliarse con otros partidos, o a buscar ser incluidos en partidos con mayor caudal electoral. Juan Manuel Santos formó el Partido de la U, agrupación que se sumó a las cinco o seis que se declararon uribistas. Otra alianza fue la de los movimientos izquierdistas Polo Democrático Independiente y Alternativa Democrática, que se fusionaron en el Polo Democrático Alternativo.
A comienzos de 2006, una serie de acusaciones mutuas se antepuso al debate de las ideas. Santos y Germán Vargas Lleras (de Cambio Radical), realizaron una "purga" interna, expulsando a algunos candidatos de sus listas por supuestos nexos con los paramilitares de las AUC. No obstante, Santos aprovechó para acusar al precandidato liberal a la presidencia Rafael Pardo de haberles propuesto a las FARC unirse a las fuerzas de oposición para impedir la reelección de Uribe (WN). Pardo desmintió categóricamente las acusaciones, mientras se desató una tormenta política, pues Santos al parecer se basó en informes de inteligencia, cuyo acceso es restringido. Días más tarde, Uribe se retractó de las acusaciones contra Pardo (WN).
Mientras los expulsados en la purga buscaban refugio en otros movimientos (como Colombia Viva), el senador y primo del Presidente, Mario Uribe, líder del partido oficialista Colombia Democrática, expulsó a Rocío Árias y Eleonora Pineda (WN), defensoras del proceso de desmovilización con las AUC. Según ellas, ello se produjo porque al parecer a Mario Uribe le iba a ser retirada la visa estadounidense. Árias fue recibida por Carlos Moreno de Caro en su partido, mientras que Pineda pasó a formar parte de Convergencia Ciudadana.
Después de las purgas, la campaña política se desarrolló de manera normal, con debates en algunos medios (como el noticiero CM&), salidas a plaza pública y, en algunos casos, el uso de las viejas tácticas clientelistas para conseguir votos.
Sin embargo, la guerrilla de las FARC intensificó sus ataques en las dos semanas previas a los comicios (WN), mientras que el ELN declaró desde La Habana una tregua durante las elecciones, como muestra de su voluntad de paz.
El 5 de marzo de 2006 se cerró oficialmente la campaña en plaza pública.

## Reforma política
La fórmula tradicional de repartir los puestos en Colombia en las elecciones para cuerpos colegiados era por medio del sistema de cociente y residuo electoral. Este sistema, que buscaba una participación proporcional entre las listas de los diferentes partidos, empezó a sufrir críticas cuando varios partidos empezaron a fragmentar sus listas con el objetivo de lograr una mayor participación final mediante la llamada pesca de residuos en lo que se ha conocido como operación avispa.
El sistema tradicional de cociente y residuo electoral, en el cual los partidos podían avalar cuantas listas quisieran, alcanzó sus mayores críticas en las elecciones legislativas de 2002, en las cuales el Partido Liberal Colombiano avaló más de 300 listas para los 100 escaños del Senado de la República.
Con el objeto de evitar estos problemas, se plantearon una serie de reformas electorales. Una de ellas fue tramitada dentro del Referendo de 2003 y, presionada por esta, otra reforma se tramitó a través de un acto legislativo ordinario, el cual fue aprobado como el Acto Legislativo n.º 001 de 2003. La pregunta de la reforma electoral del referendo no fue aprobada, quedando la ley 001 de 2003 como la forma vigente para la inscripción de listas y selección de dignatarios por medio de una elección.
La principal modificación de la reforma consiste en que limita el número de listas que puede inscribir cada partido a una sola lista por partido o movimiento político, la cual tendrá máximo tantos candidatos como curules existan en la corporación a la que se aspira.
Las listas pueden ser inscritas en una de las siguientes modalidades: listas cerradas y listas con voto preferente. En las primeras, el sufragante elige la lista en su totalidad y los aspirantes son elegidos en el orden inscrito. Por su parte, en las listas con voto preferente, el sufragante puede votar o bien por la lista en su totalidad o bien por uno de los candidatos dentro de la lista (Nota: Si vota por un candidato, el elector debe marcar también el logo del partido, de lo contrario, el voto es nulo  (enlace roto disponible en Internet Archive; véase el historial, la primera versión y la última).). Una vez determinado el número de aspirantes de la lista que quedan elegidos, la lista se ordena de acuerdo a los votos individuales de cada candidato.
El tercer punto importante consiste en la implantación de un umbral electoral y del sistema de cifra repartidora. El umbral implica un número mínimo de votos que cada lista debe obtener para aspirar a una curul, lo que se convierte en la principal salvaguarda contra la operación avispa. Finalmente, la cifra repartidora define un procedimiento diferente para buscar que la representación de las listas dentro de la composición final del cuerpo colegiado sea proporcional a la votación relativa de las mismas.

## Controversia sobre el sistema de votación

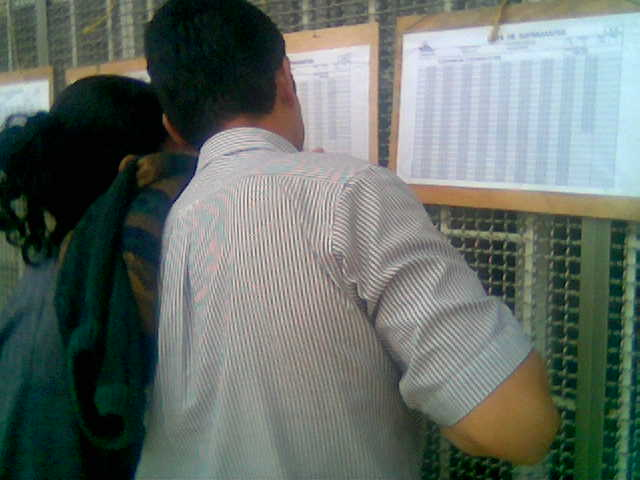
Votantes buscando su número de documento en las listas de los puestos de votación.

El Consejo Nacional Electoral y la Registraduría Nacional del Estado Civil generaron dos controversias respecto de la forma del tarjetón y de la forma como contó los votos.
El tarjetón electoral no contó ni con el nombre ni con la foto de los candidatos. Como antecedente, en las anteriores elecciones regionales de 2003 no se usó foto de los candidatos, pero sus nombres aparecieron tanto en las listas cerradas como en las listas con voto preferente, en estas últimas permitiendo al elector marcar uno de los candidatos.
Para las elecciones legislativas de 2006, el tarjetón en sí tuvo solamente el logo y nombre de los partidos y movimientos, y una tabla de números. La foto y el nombre de cada uno de los candidatos se encontraba en un cuadernillo anexo. De esta forma si un sufragante deseaba votar por el candidato X del partido Y, debía marcar el logo del partido Y y el número de inscripción del candidato X en el tarjetón, después de consultar el cuadernillo anexo. En el caso de las listas cerradas bastaba con marcar el logo del partido. Según la letra de la ley 001 de 2003, en las listas con voto preferente, el sufragante debía votar por el nombre del candidato preferido. Algunos críticos interpretan que el procedimiento impuesto por el Consejo Nacional Electoral pudo violar la ley. La Registraduría Nacional del Estado Civil argumentó que el uso simultáneo del tarjetón y el cuadernillo en su conjunto cumplía con los requisitos exigidos por la ley.
La ley también indica que el umbral para la elección de Representantes a la Cámara corresponde al 2% del total de votos válidos, mientras que el umbral para la elección de Senadores es del 2% del total de votos sufragados. El Consejo Nacional Electoral interpretó que en ambos casos corresponde al 2% del total de votos válidos, leyendo que los votos no válidos (votos nulos), no son votos sufragados.

## Senado
| Partidos o movimientos                                         | Escaños | Porcentaje |
| -------------------------------------------------------------- | ------- | ---------- |
| Partido Social de Unidad Nacional (Partido de la U)            | 20      | 20%        |
| Partido Conservador Colombiano                                 | 18      | 18%        |
| Partido Liberal Colombiano                                     | 18      | 18%        |
| Partido Cambio Radical                                         | 15      | 15%        |
| Polo Democrático Alternativo                                   | 10      | 10%        |
| Convergencia Ciudadana                                         | 7       | 7%         |
| Alas Equipo Colombia                                           | 5       | 5%         |
| Colombia Democrática                                           | 3       | 3%         |
| Movimiento MIRA                                                | 2       | 2%         |
| Movimiento Colombia Viva                                       | 2       | 2%         |
| Total de escaños                                               | 100     | 100%       |
| Fuente: Registraduria Nacional del Estado Civil, Caracol Radio |         |            |

| Partidos o movimientos | Votos  | Escaños |
| --- | ------ | ------- |
| Alianza Social Indígena (ASI) | 44,557 | 1       |
| Autoridades Indígenas de Colombia(AICO) | 21,304 | 1       |
| Nota: Como el porcentaje de votos en blanco fue de 58.21% (superior al 50%), inicialmente se planteó que esta elección debía repetirse, con diferentes candidatos, pero, posteriormente el Consejo Nacional Electoral resolvió validar esta elección a la circunscripción indígena, con el argumento que la norma sobre el voto en blanco no es propia de la circunscripción especial de una minoría. |        |         |

### Senadores electos
El orden de la lista obedece a la votación obtenida por cada senador dentro de su partido.
| Senador Electo                                             | Partido o movimiento              | Votos   |
| ---------------------------------------------------------- | --------------------------------- | ------- |
| Dilian Francisca Toro Torres                               | Partido Social de Unidad Nacional | 98.505  |
| Gina María Parody d'Echeona                                | Partido Social de Unidad Nacional | 87.297  |
| José David Name Cardozo                                    | Partido Social de Unidad Nacional | 82.619  |
| Marta Lucía Ramírez Blanco                                 | Partido Social de Unidad Nacional | 68.405  |
| Piedad del Socorro Zuccardi                                | Partido Social de Unidad Nacional | 65.785  |
| Adriana Gutiérrez Jaramillo                                | Partido Social de Unidad Nacional | 64.169  |
| Luis Guillermo Vélez Trujillo                              | Partido Social de Unidad Nacional | 61.962  |
| Jairo Raúl Clopatofsky Ghisays                             | Partido Social de Unidad Nacional | 56.457  |
| Manuel Guillermo Mora Jaramillo                            | Partido Social de Unidad Nacional | 52.486  |
| Mauricio Pimiento Barrera                                  | Partido Social de Unidad Nacional | 52.485  |
| Jairo Enrique Merlano Fernández                            | Partido Social de Unidad Nacional | 50.946  |
| Armando Alberto Benedetti Villaneda                        | Partido Social de Unidad Nacional | 50.356  |
| Zulema Jattin Corrales                                     | Partido Social de Unidad Nacional | 49.378  |
| Efraín Torrado García                                      | Partido Social de Unidad Nacional | 41.243  |
| Luis Élmer Arenas Parra                                    | Partido Social de Unidad Nacional | 32.825  |
| Aurelio Iragorri Valencia                                  | Partido Social de Unidad Nacional | 32.608  |
| Carlos Armando García Orjuela                              | Partido Social de Unidad Nacional | 30.662  |
| Carlos Cárdenas Ortiz                                      | Partido Social de Unidad Nacional | 28.587  |
| Carlos Roberto Ferro Solanilla                             | Partido Social de Unidad Nacional | 28.096  |
| Manuel Mesías Enríquez Rosero                              | Partido Social de Unidad Nacional | 27.890  |
| Roberto Víctor Gerlein Echeverría                          | Partido Conservador Colombiano    | 70.412  |
| William Alfonso Montes Medina                              | Partido Conservador Colombiano    | 65.321  |
| Germán Villegas Villegas                                   | Partido Conservador Colombiano    | 63.384  |
| Ciro Ramírez Pinzón                                        | Partido Conservador Colombiano    | 62.394  |
| Hernán Francisco Andrade Serrano                           | Partido Conservador Colombiano    | 53.736  |
| Juan Manuel Corzo Román                                    | Partido Conservador Colombiano    | 51.950  |
| Carlos Eduardo Enríquez Maya                               | Partido Conservador Colombiano    | 50.998  |
| Efraín José Cepeda Sarabia                                 | Partido Conservador Colombiano    | 50.752  |
| Alfonso Núñez Lapeira                                      | Partido Conservador Colombiano    | 50.075  |
| Julio Alberto Manzur Abdala                                | Partido Conservador Colombiano    | 49.311  |
| Iván Díaz Mateus                                           | Partido Conservador Colombiano    | 48.505  |
| Luis Humberto Gómez Gallo                                  | Partido Conservador Colombiano    | 46.897  |
| Jorge Ubeimar Delgado Blandón                              | Partido Conservador Colombiano    | 46.013  |
| José Darío Salazar Cruz                                    | Partido Conservador Colombiano    | 44.526  |
| Omar Yepes Alzate                                          | Partido Conservador Colombiano    | 44.178  |
| Alirio Villamizar Afanador                                 | Partido Conservador Colombiano    | 41.890  |
| Manuel Ramiro Velásquez Arroyave                           | Partido Conservador Colombiano    | 41.338  |
| Jorge Hernando Pedraza Gutiérrez                           | Partido Conservador Colombiano    | 41.087  |
| Juan Manuel López Cabrales                                 | Partido Liberal Colombiano        | 145.991 |
| Juan Manuel Galán Pachón                                   | Partido Liberal Colombiano        | 64.449  |
| Luis Fernando Duque García                                 | Partido Liberal Colombiano        | 61.241  |
| Mario Salomón Náder Muskus                                 | Partido Liberal Colombiano        | 49.863  |
| Carlos Julio González Villa                                | Partido Liberal Colombiano        | 48.847  |
| Héctor Helí Rojas Jiménez                                  | Partido Liberal Colombiano        | 48.541  |
| Juan Fernando Cristo Bustos                                | Partido Liberal Colombiano        | 47.504  |
| Víctor Renán Barco López                                   | Partido Liberal Colombiano        | 45.412  |
| Germán Antonio Aguirre Muñoz                               | Partido Liberal Colombiano        | 44.887  |
| Guillermo Gaviria Zapata                                   | Partido Liberal Colombiano        | 43.470  |
| Piedad Esneda Córdoba Ruíz                                 | Partido Liberal Colombiano        | 42.904  |
| Luis Fernando Velasco Cháves                               | Partido Liberal Colombiano        | 40.644  |
| Mauricio Jaramillo Martínez                                | Partido Liberal Colombiano        | 38.728  |
| Hugo Serrano Gómez                                         | Partido Liberal Colombiano        | 38.277  |
| Álvaro Antonio Ashton Giraldo                              | Partido Liberal Colombiano        | 37.804  |
| Jesús Ignacio García Valencia                              | Partido Liberal Colombiano        | 34.913  |
| Cecilia Matilde López Montaño                              | Partido Liberal Colombiano        | 32.558  |
| Camilo Armando Sánchez Ortega                              | Partido Liberal Colombiano        | 31.675  |
| Germán Vargas Lleras                                       | Partido Cambio Radical            | 223.330 |
| Luis Carlos Torres Rueda                                   | Partido Cambio Radical            | 66.441  |
| Arturo Char Chaljub                                        | Partido Cambio Radical            | 61.634  |
| Claudia Rodríguez de Castellanos                           | Partido Cambio Radical            | 57.871  |
| Mario Londoño Arcila                                       | Partido Cambio Radical            | 53.016  |
| Rubén Darío Quintero Villada                               | Partido Cambio Radical            | 49.937  |
| Miguel Pinedo Vidal                                        | Partido Cambio Radical            | 39.181  |
| Reginaldo Enrique Montes Álvarez                           | Partido Cambio Radical            | 38.498  |
| Javier Enrique Cáceres Leal                                | Partido Cambio Radical            | 38.464  |
| Nancy Patricia Gutiérrez Castañeda                         | Partido Cambio Radical            | 37.611  |
| Juan Carlos Restrepo Escobar                               | Partido Cambio Radical            | 32.596  |
| Antonio del Cristo Guerra de La Espriella                  | Partido Cambio Radical            | 30.958  |
| Bernabé Celis Carrillo                                     | Partido Cambio Radical            | 30.099  |
| David Char Navas                                           | Partido Cambio Radical            | 28.062  |
| Plinio Edilberto Olano Becerra                             | Partido Cambio Radical            | 27.981  |
| Gustavo Francisco Petro Urrego                             | Polo Democrático Alternativo      | 143.443 |
| Jorge Enrique Robledo Castillo                             | Polo Democrático Alternativo      | 80.969  |
| Parmenio Cuellar Bastidas                                  | Polo Democrático Alternativo      | 74.580  |
| Néstor Iván Moreno Rojas                                   | Polo Democrático Alternativo      | 49.331  |
| Jaime Dussán Calderón                                      | Polo Democrático Alternativo      | 47.233  |
| Alexander López Maya                                       | Polo Democrático Alternativo      | 44.118  |
| Luis Carlos Avellaneda Tarazona                            | Polo Democrático Alternativo      | 40.274  |
| Gloria Inés Ramírez Ríos                                   | Polo Democrático Alternativo      | 32.589  |
| Jorge Eliécer Guevara                                      | Polo Democrático Alternativo      | 26.665  |
| Jesús Antonio Bernal Amorocho                              | Polo Democrático Alternativo      | 23.858  |
| Luis Alberto Gil Castillo                                  | Partido Convergencia Ciudadana    | 73.742  |
| Juan Carlos Martínez Sinisterra                            | Partido Convergencia Ciudadana    | 62.077  |
| Oscar Josué Reyes Cárdenas                                 | Partido Convergencia Ciudadana    | 55.556  |
| Luis Eduardo Vives Lacouture                               | Partido Convergencia Ciudadana    | 54.609  |
| Carlos Emiro Barriga Peñaranda                             | Partido Convergencia Ciudadana    | 44.178  |
| Gabriel Acosta Bendek                                      | Partido Convergencia Ciudadana    | 25.843  |
| Samuel Benjamín Arrieta                                    | Partido Convergencia Ciudadana    | 24.306  |
| Álvaro Araújo Castro                                       | Alas Equipo Colombia              | 75.068  |
| Óscar de Jesús Suárez Mira                                 | Alas Equipo Colombia              | 71.212  |
| Jorge Eliécer Ballesteros Bernier                          | Alas Equipo Colombia              | 36.226  |
| Óscar Darío Pérez Pineda                                   | Alas Equipo Colombia              | 34.189  |
| Gabriel Zapata Correa                                      | Alas Equipo Colombia              | 32.252  |
| Mario de Jesús Uribe Escobar                               | Partido Colombia Democrática      | 66.407  |
| Álvaro Alfonso García Romero                               | Partido Colombia Democrática      | 55.573  |
| Miguel Alfonso de La Espriella Burgos                      | Partido Colombia Democrática      | 49.958  |
| Alexandra Moreno Piraquive                                 | Movimiento MIRA                   | 237.512 |
| Manuel Antonio Virgüez Piraquive                           | Movimiento MIRA                   | 237.512 |
| Habib Merheg Marún                                         | Movimiento Colombia Viva          | 50.901  |
| Dieb Maloof Cusse                                          | Movimiento Colombia Viva          | 44.764  |
| Jesús Enrique Piñacué Achicué                              | Alianza Social Indígena           |         |
| Ernesto Ramiro Estacio                                     | Autoridades Indígenas de Colombia |         |
| Fuente: Registraduria Nacional del Estado Civil, El Tiempo |                                   |         |

## Cámara de Representantes
| Partido o movimiento                                                             | Votos     | Escaños | %     |
| -------------------------------------------------------------------------------- | --------- | ------- | ----- |
| Partido Liberal Colombiano                                                       | 1.637.421 | 35      | 19.1  |
| Partido Social de Unidad Nacional                                                | 1.425.600 | 29      | 16.7  |
| Partido Conservador Colombiano                                                   | 1.347.904 | 29      | 15.7  |
| Partido Cambio Radical                                                           | 913.756   | 20      | 10.7  |
| Convergencia Ciudadana                                                           | 385.589   | 8       | 4.5   |
| Alas Equipo Colombia                                                             | 365.991   | 8       | 4.3   |
| Polo Democrático Alternativo                                                     | 676.033   | 7       | 7.9   |
| Colombia Democrática                                                             | 212.636   | 2       | 2.5   |
| Movimiento MIRA                                                                  | 234.440   | 1       | 2.7   |
| Movimiento Nacional                                                              | 172.476   | 2       | 2.0   |
| Apertura Liberal                                                                 | 221.827   | 5       | 2.6   |
| Movimiento Integración Regional                                                  | 93.364    | 4       | 1.1   |
| Movimiento Popular Unido                                                         | 133.202   | 2       | 1.6   |
| Por el País que soñamos                                                          | 103.795   | 2       | 1.2   |
| Huila Nuevo y Liberalismo                                                        | 81.335    | 2       | 1.0   |
| MORAL                                                                            | 34.082    | 1       | 0.4   |
| Movimiento de Participación Popular                                              | 19.684    | 1       | 0.2   |
| Movimiento de Salvación Nacional                                                 | 27.531    | 1       | 0.3   |
| Movimiento Nacional Progresista                                                  | 7.760     | 1       | 0.1   |
| Partido de Acción Social                                                         | 52.960    | 1       | 0.6   |
| Total de votos por partidos                                                      | 8.560.269 | 166     | 100.0 |
| Fuente: Registraduría Nacional del Estado Civil, Misión de Observación Electoral |           |         |       |

| Circunscripción                                                                                  | Partido o movimiento              | Votos  | %     |
| ------------------------------------------------------------------------------------------------ | --------------------------------- | ------ | ----- |
| Indígenas                                                                                        | Polo Democrático Alternativo      | 29.599 | 21.54 |
| Afrodescendientes                                                                                | Alianza Social Afrocolombiana     | 7.751  | 5.70  |
| Afrodescendientes                                                                                | AFROUNINNCA                       | 6.849  | 5.04  |
| Colombianos en el exterior                                                                       | Partido Social de Unidad Nacional | 9.319  | 25.07 |
| Minorías políticas                                                                               | Partido Verde Opción Centro       | 7.513  | 0     |
| Nota: Porcentaje calculado sobre el número total de votos en la circunscripción correspondiente. |                                   |        |       |

### Representantes a la cámara electos
| Representante Electo                  | Circunscripción    | Partido o movimiento                | Votos  |
| ------------------------------------- | ------------------ | ----------------------------------- | ------ |
| Óscar de Jesús Marín                  | Antioquia          | Partido Liberal Colombiano          | 30.170 |
| Oscar de Jesús Hurtado Pérez          | Antioquia          | Partido Liberal Colombiano          | 24.001 |
| Jorge Ignacio Morales Gil             | Antioquia          | Partido Liberal Colombiano          | 23.612 |
| Mauricio Parodi Díaz                  | Antioquia          | Partido Liberal Colombiano          | 22.263 |
| Carlos Arturo Piedrahíta Cárdenas     | Antioquia          | Partido Liberal Colombiano          | 20.031 |
| Germán Olano Becerra                  | Bogotá             | Partido Liberal Colombiano          | 14.165 |
| Pablo Enrique Salamanca Cortés        | Bogotá             | Partido Liberal Colombiano          | 11.431 |
| Zamir Eduardo Silva Amín              | Boyacá             | Partido Liberal Colombiano          | 32.351 |
| Luis Alejandro Perea Albarracín       | Boyacá             | Partido Liberal Colombiano          | 26.970 |
| Dixon Ferney Tapasco Triviño          | Caldas             | Partido Liberal Colombiano          | 24.729 |
| Enrique Emilio Ángel Barco            | Caldas             | Partido Liberal Colombiano          | 21.069 |
| Liliana Barón Caballero               | Casanare           | Partido Liberal Colombiano          | 20.331 |
| Gema López de Joaqui                  | Cauca              | Partido Liberal Colombiano          | 32.933 |
| Crisanto Pizo Mazabuel                | Cauca              | Partido Liberal Colombiano          | 11.157 |
| Pedro Mary Muvdi Aranguena            | Cesar              | Partido Liberal Colombiano          | 25.045 |
| Musa Abraham Besaile Fayad            | Córdoba            | Partido Liberal Colombiano          | 72.771 |
| Fabio Raúl Amín Saleme                | Córdoba            | Partido Liberal Colombiano          | 56.255 |
| Dumith Antonio Náder Cura             | Córdoba            | Partido Liberal Colombiano          | 44.366 |
| Clara Isabel Pinillos Abozaglo        | Cundinamarca       | Partido Liberal Colombiano          | 23.852 |
| José Joaquín Camelo Ramos             | Cundinamarca       | Partido Liberal Colombiano          | 18.674 |
| Wilmer David González Brito           | La Guajira         | Partido Liberal Colombiano          | 33.131 |
| Guillermo Abel Rivera Flórez          | Putumayo           | Partido Liberal Colombiano          | 14.789 |
| James Britto Peláez                   | Quindío            | Partido Liberal Colombiano          | 20.516 |
| Juan Carlos Valencia Montoya          | Risaralda          | Partido Liberal Colombiano          | 28.480 |
| Diego Patiño Amariles                 | Risaralda          | Partido Liberal Colombiano          | 27.125 |
| Alberto Gordon May                    | San Andrés         | Partido Liberal Colombiano          | 3.478  |
| Jaime Enrique Durán Barrera           | Santander          | Partido Liberal Colombiano          | 27.234 |
| Mario Suárez Flórez                   | Santander          | Partido Liberal Colombiano          | 19.679 |
| Gabriel Antonio Espinosa Arrieta      | Sucre              | Partido Liberal Colombiano          | 33.794 |
| Guillermo Antonio Santos Marín        | Tolima             | Partido Liberal Colombiano          | 22.656 |
| Pompilio de Jesús Avendaño Lopera     | Tolima             | Partido Liberal Colombiano          | 19.336 |
| Jorge Homero Giraldo                  | Valle del Cauca    | Partido Liberal Colombiano          | 27.576 |
| Nancy Denise Castillo García          | Valle del Cauca    | Partido Liberal Colombiano          | 19.171 |
| Juan Lozano Galdino                   | Amazonas           | Partido Social de Unidad Nacional   | 2.708  |
| Germán Darío Hoyos Giraldo            | Antioquia          | Partido Social de Unidad Nacional   | 31.239 |
| Jaime de Jesús Restrepo Cuartas       | Antioquia          | Partido Social de Unidad Nacional   | 22.480 |
| Augusto Posada Sánchez                | Antioquia          | Partido Social de Unidad Nacional   | 10.072 |
| Miguel Amín Escaf                     | Atlántico          | Partido Social de Unidad Nacional   | 53.100 |
| Karime Mota y Morad                   | Atlántico          | Partido Social de Unidad Nacional   | 40.350 |
| Jaime Cervantes Varelo                | Atlántico          | Partido Social de Unidad Nacional   | 29.392 |
| Eduardo Alfonso Crissien Borrero      | Atlántico          | Partido Social de Unidad Nacional   | 28.121 |
| Miguel Ángel Rangel Sosa              | Bolívar            | Partido Social de Unidad Nacional   | 35.541 |
| Elías Raad Hernández                  | Bolívar            | Partido Social de Unidad Nacional   | 34.524 |
| Sandra Rocio Ceballos Arevalo         | Bogotá             | Partido Social de Unidad Nacional   | 24.715 |
| Luis Enrique Salas Moisés             | Bogotá             | Partido Social de Unidad Nacional   | 23.154 |
| Nicolás Uribe Rueda                   | Bogotá             | Partido Social de Unidad Nacional   | 20.803 |
| Lucero Cortés Méndez                  | Bogotá             | Partido Social de Unidad Nacional   | 19.013 |
| Óscar Mauricio Lizcano Arango         | Caldas             | Partido Social de Unidad Nacional   | 21.850 |
| Jaime Alonso Zuluaga Aristizábal      | Caldas             | Partido Social de Unidad Nacional   | 20.721 |
| Luis Antonio Serrano Morales          | Caquetá            | Partido Social de Unidad Nacional   | 13.590 |
| Odín Sánchez Montes de Oca            | Chocó              | Partido Social de Unidad Nacional   | 17.867 |
| Bernardo Miguel Elías Vidal           | Córdoba            | Partido Social de Unidad Nacional   | 39.774 |
| Amanda Ricardo de Páez                | Cundinamarca       | Partido Social de Unidad Nacional   | 6.547  |
| Fuad Emilio Rapag Matar               | Magdalena          | Partido Social de Unidad Nacional   | 18.970 |
| Carlos Augusto Celis Gutiérrez        | Norte de Santander | Partido Social de Unidad Nacional   | 27.263 |
| Eduardo Augusto Benítez Maldonado     | Norte de Santander | Partido Social de Unidad Nacional   | 24.099 |
| Héctor Fáber Giraldo Castaño          | Quindío            | Partido Social de Unidad Nacional   | 26.687 |
| Carlos Enrique Soto Jaramillo         | Risaralda          | Partido Social de Unidad Nacional   | 20.717 |
| Jaime Armando Yepes Martínez          | Tolima             | Partido Social de Unidad Nacional   | 16.337 |
| Roosvelt Rodríguez Rengifo            | Valle del Cauca    | Partido Social de Unidad Nacional   | 26.993 |
| José Thyrone Carvajal Ceballos        | Valle del Cauca    | Partido Social de Unidad Nacional   | 23.998 |
| Luis Carlos Restrepo Orozco           | Valle del Cauca    | Partido Social de Unidad Nacional   | 19.766 |
| Carlos Alberto Zuluaga Díaz           | Antioquia          | Partido Conservador Colombiano      | 33.974 |
| Pedro Antonio Jiménez Salazar         | Antioquia          | Partido Conservador Colombiano      | 22.985 |
| Pedrito Tomás Pereira Caballero       | Bolívar            | Partido Conservador Colombiano      | 38.689 |
| Fernando Eustacio Tamayo Tamayo       | Bogotá             | Partido Conservador Colombiano      | 20.227 |
| Juan de Jesús Córdoba Suárez          | Boyacá             | Partido Conservador Colombiano      | 21.190 |
| Gustavo Hernan Puentes Diaz           | Boyacá             | Partido Conservador Colombiano      | 17.604 |
| Marco Tulio Leguizamon Roa            | Boyacá             | Partido Conservador Colombiano      | 17.330 |
| José Gerardo Piamba Castro            | Cauca              | Partido Conservador Colombiano      | 23.967 |
| Alfredo Ape Cuello Baute              | Cesar              | Partido Conservador Colombiano      | 28.704 |
| José de los Santos Negrete Flórez     | Córdoba            | Partido Conservador Colombiano      | 24.301 |
| Buenaventura León León                | Cundinamarca       | Partido Conservador Colombiano      | 30.498 |
| Pedro María Ramírez Ramírez           | Cundinamarca       | Partido Conservador Colombiano      | 21.959 |
| Carlos Mario Chavarro Cuellar         | Huila              | Partido Conservador Colombiano      | 41.060 |
| Luis Jairo Ibarra Obando              | Huila              | Partido Conservador Colombiano      | 9.270  |
| Bladimiro Nicolás Cuello Daza         | La Guajira         | Partido Conservador Colombiano      | 19.551 |
| Alfonso Antonio Campo Escobar         | Magdalena          | Partido Conservador Colombiano      | 33.602 |
| Myriam Alicia Paredes Aguirre         | Nariño             | Partido Conservador Colombiano      | 53.071 |
| Oscar Fernando Bravo Realpe           | Nariño             | Partido Conservador Colombiano      | 21.929 |
| Ciro Antonio Rodríguez Pinzón         | Norte de Santander | Partido Conservador Colombiano      | 34.640 |
| Jorge Alberto García Herreros Cabrera | Norte de Santander | Partido Conservador Colombiano      | 31.643 |
| Jairo Díaz Contreras                  | Norte de Santander | Partido Conservador Colombiano      | 29.499 |
| Orlando Aníbal Guerra de la Rosa      | Putumayo           | Partido Conservador Colombiano      | 7.744  |
| Diego Alberto Naranjo Escobar         | Risaralda          | Partido Conservador Colombiano      | 8.772  |
| Jorge Humberto Mantilla Serrano       | Santander          | Partido Conservador Colombiano      | 33.676 |
| Gonzalo García Angarita               | Tolima             | Partido Conservador Colombiano      | 17.199 |
| Iván David Hernández Guzmán           | Tolima             | Partido Conservador Colombiano      | 16.500 |
| Santiago Castro Gómez                 | Valle del Cauca    | Partido Conservador Colombiano      | 34.570 |
| Heriberto Sanabria Astudillo          | Valle del Cauca    | Partido Conservador Colombiano      | 27.396 |
| Marino Paz Ospina                     | Valle del Cauca    | Partido Conservador Colombiano      | 16.372 |
| Omar de Jesús Flórez Vélez            | Antioquia          | Partido Cambio Radical              | 27.941 |
| William de Jesús Ortega Rojas         | Antioquia          | Partido Cambio Radical              | 14.929 |
| Néstor Homero Cotrina                 | Arauca             | Partido Cambio Radical              | 8.231  |
| Tarquino Pacheco Camargo              | Atlántico          | Partido Cambio Radical              | 27.667 |
| Germán Varón Cotrino                  | Bogotá             | Partido Cambio Radical              | 37.437 |
| Luis Felipe Barrios Barrios           | Bogotá             | Partido Cambio Radical              | 25.415 |
| José Fernando Castro Caycedo          | Bogotá             | Partido Cambio Radical              | 18.584 |
| Ángel Custodio Cabrera Báez           | Bogotá             | Partido Cambio Radical              | 17.141 |
| Juan Carlos Granados Becerra          | Boyacá             | Partido Cambio Radical              | 12.870 |
| Oscar Leonidas Wilchez Carrero        | Casanare           | Partido Cambio Radical              | 24.723 |
| Felipe Fabián Orozco Vivas            | Cauca              | Partido Cambio Radical              | 11.907 |
| Edgar Eulises Torres Murillo          | Chocó              | Partido Cambio Radical              | 20.444 |
| Jorge Enrique Rozo Rodríguez          | Cundinamarca       | Partido Cambio Radical              | 21.616 |
| José Ignacio Bermúdez Sánchez         | Cundinamarca       | Partido Cambio Radical              | 18.672 |
| Sandra Arabella Velásquez Salcedo     | Guainía            | Partido Cambio Radical              | 2.635  |
| Óscar Gómez Agudelo                   | Quindío            | Partido Cambio Radical              | 11.101 |
| Rosmery Martínez Rosales              | Tolima             | Partido Cambio Radical              | 19.516 |
| Carlos Fernando Motoa Solarte         | Valle del Cauca    | Partido Cambio Radical              | 33.271 |
| Roy Leonardo Barreras Montealegre     | Valle del Cauca    | Partido Cambio Radical              | 16.216 |
| Fabio Arango Torres                   | Vaupés             | Partido Cambio Radical              | 2.260  |
| José Vicente Lozano Fernández         | Arauca             | Convergencia Ciudadana              | 4.575  |
| Rubén Darío Salazar Orozco            | Bogotá             | Convergencia Ciudadana              | 14.359 |
| Juan Gabriel Díaz Bernal              | Guaviare           | Convergencia Ciudadana              | 1.902  |
| Fabiola Olaya Rivera                  | Meta               | Convergencia Ciudadana              | 18.315 |
| Alfonso Riaño Castillo                | Santander          | Convergencia Ciudadana              | 52.678 |
| José Manuel Herrera Cely              | Santander          | Convergencia Ciudadana              | 25.369 |
| Edgar Alfonso Gómez Roman             | Santander          | Convergencia Ciudadana              | 19.126 |
| Yesid Espinosa Calderón               | Vaupés             | Convergencia Ciudadana              | 786    |
| Orlando Montoya Toro                  | Antioquia          | Movimiento Alas Equipo Colombia     | 30.330 |
| Liliana Rendón Roldán                 | Antioquia          | Movimiento Alas Equipo Colombia     | 25.663 |
| Oscar Arboleda Palacio                | Antioquia          | Movimiento Alas Equipo Colombia     | 25.440 |
| Ricardo Chajin Florian                | Cesar              | Movimiento Alas Equipo Colombia     | 62.668 |
| Álvaro Morón Cuello                   | Cesar              | Movimiento Alas Equipo Colombia     | 62.668 |
| Juan Gabriel Díaz Bernal              | Guaviare           | Movimiento Alas Equipo Colombia     | 1.902  |
| Hernando Betancourt Hurtado           | Vichada            | Movimiento Alas Equipo Colombia     | 1.818  |
| Germán Enrique Reyes Forero           | Antioquia          | Polo Democrático Alternativo        | 11.510 |
| Wilson Alfonso Borja Diaz             | Bogotá             | Polo Democrático Alternativo        | 28.403 |
| Germán Navas Talero                   | Bogotá             | Polo Democrático Alternativo        | 26.168 |
| Venus Albeiro Silva Gómez             | Bogotá             | Polo Democrático Alternativo        | 20.159 |
| Pedro Vicente Obando Ordóñez          | Nariño             | Polo Democrático Alternativo        | 29.915 |
| René Rodrigo Garzón Martínez          | Santander          | Polo Democrático Alternativo        | 24.376 |
| Luis Fernando Almario Rojas           | Caquetá            | Movimiento de Participación Popular | 18.686 |